# 真田宝物館

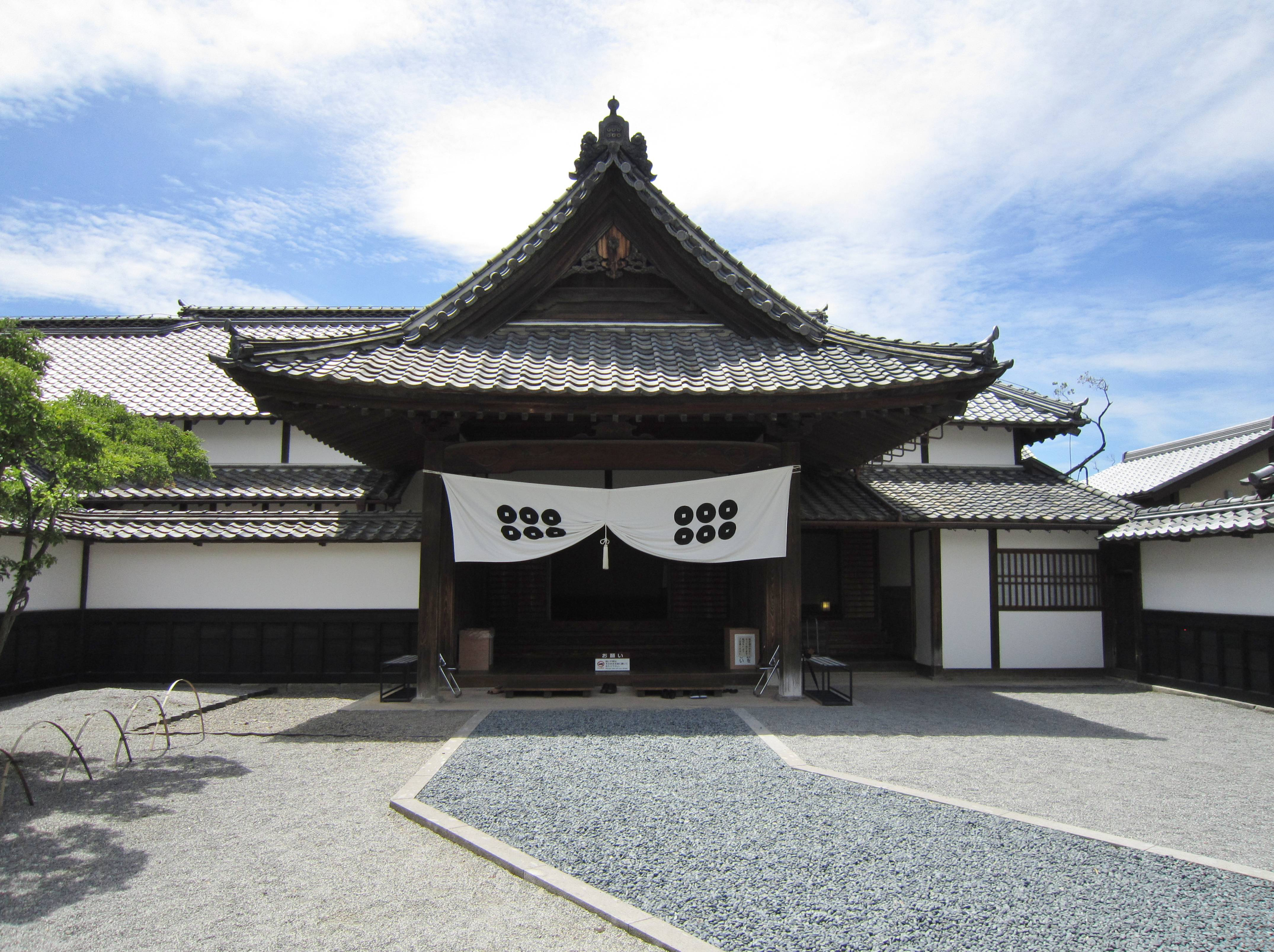
真田邸

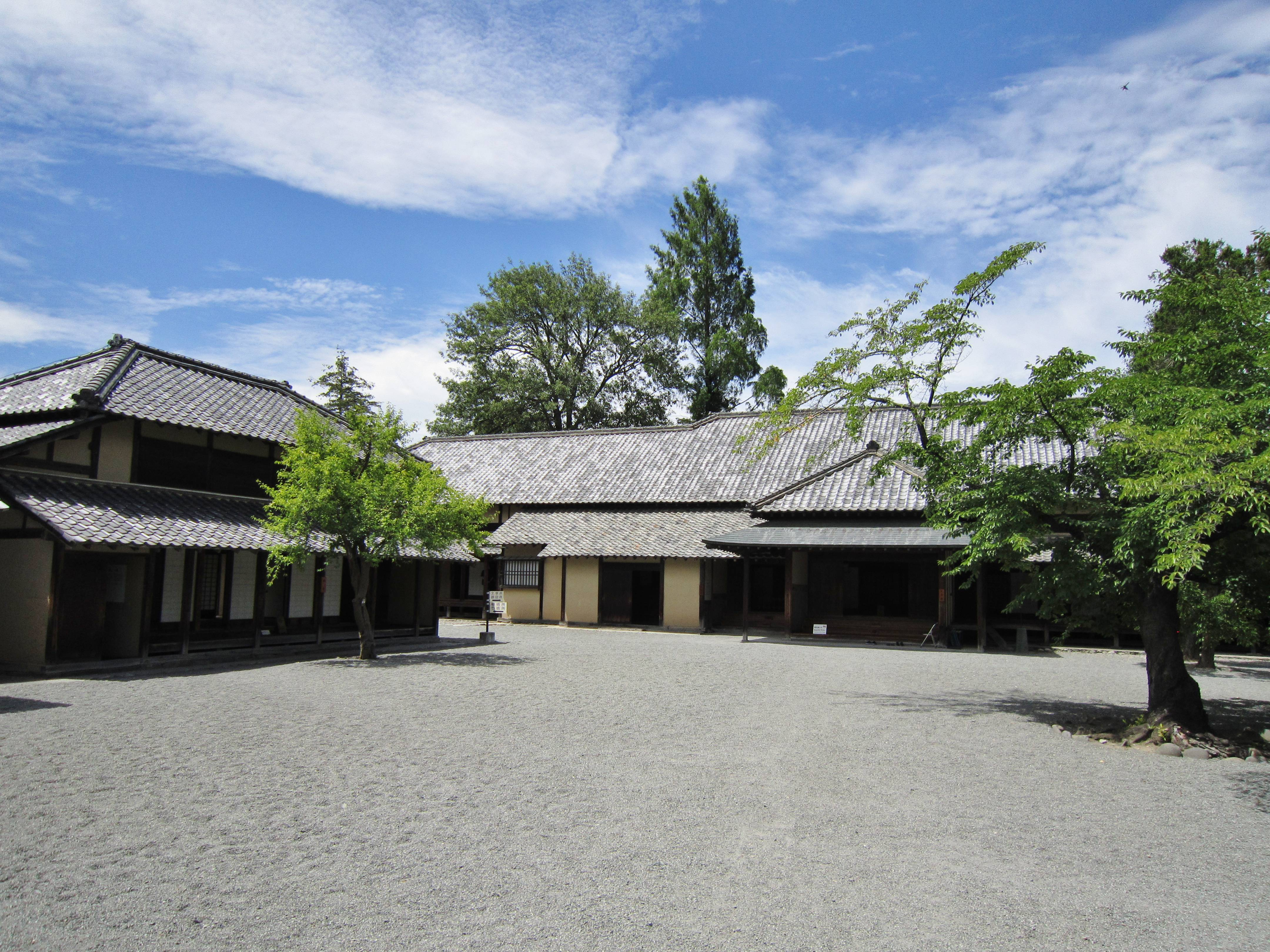
文武学校

真田宝物館（さなだほうもつかん）は、長野県長野市松代町にある真田氏の文化財を収蔵する市立の博物館。
真田公園内にあり、近隣には旧真田邸や文武学校がある。

## 概要
1966年（昭和41年）に、真田家12代当主・真田幸治が同家に伝わる大名道具などを埴科郡松代町（当時）に寄贈した。その年に同町を合併した長野市は、長野県松代高等学校の移転跡を活用し1969年（昭和44年）に真田宝物館として開館した。
真田家から譲り受けた収蔵品は武具・刀剣・調度品・絵画・古文書などで、特に古文書が多く総数はおよそ5万点におよぶ。

## 沿革
- 1966年（昭和41年） - 真田家12代当主・真田幸治が同家の文化財を松代町に寄贈。同町はこの年10月16日に長野市と合併し、文化財は長野市に引き継がれる
- 1968年（昭和43年）3月1日 - 長野県松代高等学校が松代町松代殿町から松代町西条に移転
- 1969年（昭和44年）6月12日 - 松代高校の旧校舎を利用して、真田宝物館開館。真田家から引き継いだ文化財を収蔵する
- 1977年（昭和52年）10月2日 - 新館増築

## 展示
新館
- 第一展示室
  - 真田家の歴史
  - 武具

旧館
- 第二展示室
  - 大名道具（表道具）
- 第三展示室
  - 大名道具（奥道具）
- 第四展示室
  - 特別企画展示
  - テーマ展示

## 営業
開館時間
9:00〜17:00
休館日
- 火曜日（祝日は開館）
- 燻蒸期間

入館料
- 一般 - 600円
- 小・中学生 - 100円
- 松代文化施設等管理事務所が管理する施設との共通券あり[3]

## 交通
- JR・長野電鉄長野駅からアルピコ交通（川中島バス）30・48系統に乗車、「松代駅」下車
- 上信越自動車道長野ICから車10分

## 周辺
- 旧真田邸
- 文武学校
- 池田満寿夫美術館
- 旧松代駅
- 長野松代総合病院
- 象山神社・象山記念館